# Жукопа
Жукопа (рус. Жукопа) река је на северозападу европског дела Руске Федерације и прва значајнија притока реке Волге у коју се улива као десна притока на подручју језера Волго. Протиче преко територија Нелидовског, Андреапољског и Пеновског рејона на западу Тверске области.
Река Жукопа извире у централним деловима Валдајског побрђа, код села Фјодоровскоје на северу Нелидовског рејона. Недалеко од њеног изворишта налази се извор реке Меже која припада сливу Балтичког мора.
Укупна дужина водотока је 96 km, док је површина сливног подручја око 1.340 km².
У горњем делу тока Жукопа је изузетно мирна река чија ширина корита не прелази 5 метара. Након што прими своју највећу притоку реку Тјузму њено корито се шири, а протиче и кроз мање језеро. Готово целом дужином тока протиче кроз јако ретко насељена подручја. Улива се у реку Волгу као њена лева притока на уском подручју између језера Пено и Волго.